# 安哥拉共产主义共同体党
安哥拉共产主义共同体党（葡萄牙語：Partido da Comunidade Comunista Angolana，缩写为PCCA）是安哥拉的一个已不存在的共产主义政党。1994年，该党在安哥拉最高法院注册成立。2013年5月1日，该党解散。巴普蒂斯塔·安德烈·若泽·西芒是该党的主席。